# Campionati di pugilato dilettanti dell'Unione europea 2008
I Campionati di pugilato dilettanti dell'Unione europea maschili 2008 si sono tenuti a Władysławowo, Polonia, dal 15 al 22 giugno 2008. È stata la 6ª edizione della competizione annuale organizzata dall'EABA.

## Risultati
| Categoria                   | Oro                            | Argento                        | Bronzo                                              |
| --------------------------- | ------------------------------ | ------------------------------ | --------------------------------------------------- |
| Pesi minimosca (kg 48)      | Pal Bedak Ungheria             | Paddy Barnes Irlanda           | Lukasz Maszczyk Polonia                             |
| Pesi mosca (kg 51)          | Rafal Kaczor Polonia           | Khalid Saeed Yafai Inghilterra | Redouane Asloum Francia Vincenzo Picardi Italia     |
| Pesi gallo (kg 54)          | John Joseph Nevin Irlanda      | Mateusz Mazik Polonia          | Rafael Pujol Spagna Hafid Bouji Germania            |
| Pesi piuma (kg 57)          | Kris Jones Galles              | Mirsad Ahmeti Croazia          | Michal Chudecki Polonia Hicham Ziouti Francia       |
| Pesi leggeri (kg 60)        | Tom Stalker Inghilterra        | Miklós Varga Ungheria          | Artur Schmidt Germania Rachid Azzedine Francia      |
| Pesi superleggeri (kg 64)   | Frankie Gavin Inghilterra      | Gyula Káté Ungheria            | Mustafa Dogan Turchia Marcin Legowski Polonia       |
| Pesi welter (kg 69)         | Billy Joe Saunders Inghilterra | Dieter Doehl Germania          | Xavier Noel Francia Mariusz Koperski Polonia        |
| Pesi medi (kg 75)           | Darren Sutherland Irlanda      | James DeGale Inghilterra       | Caner Sayak Turchia Stefan Haertel Germania         |
| Pesi mediomassimi (kg 81)   | Kenneth Egan Irlanda           | Tony Jeffries Inghilterra      | Imre Szello Ungheria Ömer Aydogan Turchia           |
| Pesi massimi (kg 91)        | Elias Pavlidis Grecia          | Con Sheehan Irlanda            | Vahagn Sahakyan Germania Warren Baister Inghilterra |
| Pesi supermassimi (kg 91 +) | David Price Inghilterra        | Istvan Bernath Ungheria        | Samet Keskin Turchia Krzysztof Glowacki Polonia     |

## Medagliere
| Posizione | Paese       | Oro | Argento | Bronzo | Totale |
| --------- | ----------- | --- | ------- | ------ | ------ |
| 1         | Inghilterra | 4   | 3       | 1      | 8      |
| 2         | Irlanda     | 3   | 2       | 0      | 5      |
| 3         | Ungheria    | 1   | 3       | 1      | 5      |
| 4         | Polonia     | 1   | 1       | 5      | 7      |
| 5         | Grecia      | 1   | 0       | 0      | 1      |
| 5         | Galles      | 1   | 0       | 0      | 1      |
| 7         | Germania    | 0   | 1       | 4      | 5      |
| 8         | Croazia     | 0   | 1       | 0      | 1      |
| 9         | Francia     | 0   | 0       | 4      | 4      |
| 9         | Turchia     | 0   | 0       | 4      | 4      |
| 11        | Italia      | 0   | 0       | 1      | 1      |
| 11        | Spagna      | 0   | 0       | 1      | 1      |
|           | Totale      | 11  | 11      | 21     | 43     |